# ロベール1世 (フランドル伯)
ロベール1世（英: Robert Ⅰ, 1035年ごろ - 1093年10月13日）は、11世紀後半のフランドル伯（在位：1071年 - 1093年）である。フリース人伯ロベールとしても知られている。彼はフランドル伯ボードゥアン5世の次男であり、ボードゥアン6世の弟であった。ロベール1世は彼の甥であるフランドル伯アルヌール3世と対立し、アルヌール3世・フランス王フィリップ1世・ブローニュ伯ウスタシュ2世・サン＝ポル-アルドル伯からなる同盟をカッセルの戦いで撃破し、フランドル伯爵位をアルヌール3世から強奪することでフランドル伯の座に就いた。その後、ロベール1世は自身の義理の息子でもあるフランス王フィリップ1世と講和したものの、彼自身の妹であるマティルダ・オブ・フランダースとイングランド王兼ノルマンディー公ウィリアム征服王とは険悪な関係であり続けた。

## 若年期
ロベールはフランドル伯ボードゥアン5世とアデル・ド・フランスの次男として生まれた。ロベールの兄であるボードゥアン6世は父ボードゥアン5世の後を継いでフランドル伯に就き、姉のマティルダ・オブ・フランダースはノルマンディー公ギヨーム2世（のちに初代ノルマン朝イングランド王になる）の元に嫁いだ。

## ホラントでの摂政
ロベールは1063年に未亡人となっていたホラント伯妃ゲルトルート・フォン・ザクセンと結婚した。この婚約は父ボードゥアン5世のあずかり知らないところで約された婚約であったが、最終的にはこの婚約は認められた。フリース人という呼び名はロベールが義理の息子のホラント伯ディルク5世の摂政としてホラント伯国統治に関与したことに由来するとされている。ロベール1世はゲルトルートとの間に6人の子供を儲けた。ロベール2世はロベール1世の跡を継いでフランドル伯に就任し、アデル・ド・フランドルはデンマーク王クヌーズ4世に嫁ぎデンマーク王妃に就任し、ジェルトリュードはロレーヌ公妃となった。また他にもフィリップ、オジーヴ (メシーヌ修道院長)、ボードゥアン（1080年以前に死去）という3人の子供もいた。
ロベールは2度に渡ってフランドル伯国の領有権の主張の放棄を誓っている。1度目は1063-1067年の間にアウデルナーデで誓った宣誓であり、彼の父親ボードゥアン5世の元で主張の放棄を誓い、代わりに莫大な金額の補償金を受け取ったとされる。2度目の誓いは1069年または1070年にブルージュで兄ボードゥアン6世のもとでたてたとされる。ボードゥアン6世は臨終の際に長男アルヌール3世にフランドルとエノーの領地を遺領として残し、アルヌールが成人するまではアルヌールの母リシルドが摂政として両地域を統治したという。

## フランドル伯
これまでに立てた誓いを破り、ロベールはアルヌール3世のフランドル伯継承に異議を唱えた。ロベールはウェストフーク地域・ヘントで支援者を募り、フランドル伯国の獲得を決意したうえでロベールはヘントに入城した。リシルドは仏王フィリップ1世にロベールの企みについて訴え、フィリップ王はロベールに対して宮廷に参上するよう出頭命令を下した。ロベールはフィリップ王の命令を無視し、リシルドとの戦争を継続したが、この時フィリップ王は軍を招集しフランドルに派兵していた。フィリップ王が招集した軍団にはブローニュ伯やサン＝ポル伯、アルドル伯が参加していたという。また仏王軍にはノルマン人の部隊も参陣していたとされる。これらのノルマン人部隊はおそらくロベールの妹マティルダの命で派兵された部隊で、ウィリアム・フィッツオズバーンが率いていたともされる。
両軍は1071年2月22日にカッセルにて激突した。戦いの結果、ロベール軍はフランス連合軍を完膚なきまでに叩きのめし、仏王フィリップ1世はパリ司教ゴドフロワと共に戦場から逃亡した。またこの戦闘でアルヌール3世は戦死した。初代チェスター伯ガーボッドに討ち取られたとする文献も存在する) and William FitzOsborn.。カッセルでの大勝により、ロベール1世はフランドル伯爵位を獲得し、リシルドの息子でエノー伯に即位したボードゥアンはその地でロベールに対する敵対行動を扇動し続けた。
仏王フィリップ1世はモントルイユ＝シュル＝メールに軍を招集し、サントメールを焼き払いロベールに対抗した。ロベール伯は最終的にフィリップ王と講和し、ロベールの義理の娘ベルト・ド・オランドをフィリップ王のもとに嫁がせることでこの講和関係を強化した。またこの交渉の一環として、当時重要な交易都市であり、かつてアルヌール3世が仏王の支援と引き換えにフランス王室に譲渡していた都市コルビをロベールはフランス王室に再び返還した。その後、フィリップ1世がベルトラード・ド・モンフォールと結婚するためにベルトと離婚する1092年までの約20年間の間、フランドルとフランスは友好関係を維持し続けた。というのも彼らはアングロノルマン系王国を共通の主な脅威として認識していたからである。
カッセルの戦いの後も、リシルドとボードゥアンはロベールに対し挑み続けた。彼らは戦費を調達するためにエノー伯領をリエージュ司教に封土として与え、また下ロートリンゲン公ゴットフリート4世からの支援を獲得した。ロベールはBroqueroyeの森の近くでエノー軍を撃破した。またそののちにはボードゥアンはWavrechainでロベール軍を打ち破った。この戦闘の後にエノーとロベールの戦争は終結し、ロベールはフランドル伯としての立場を揺るがないものとした。
フランドル伯国はウィリアム征服王と敵対する勢力の格好の亡命先となった。1075年にはアングロサクソン君主エドガー・アシリングがフランドルに逃げ込み、1078/1079年にはウィリアム王の息子で彼に対して反乱を起こしたロベール短袴公がフランドルに亡命した。1075年にはロベール伯はデンマーク王スヴェン2世率いるイングランド遠征艦隊に対してフランドルの港を使用させた。1080年には、ロベール伯は娘アデル・ド・フランドルをデンマーク王クヌーズ4世の元に嫁がせた。1085年にはロベール伯・クヌーズ王はイングランドに対する大規模な海上攻撃を計画した。この遠征計画はウィリアム征服王の統治するイングランド王国に対し非常に大きな脅威であったとされ、ウィリアム王は傭兵を雇い侵攻軍の補給を困難にさせるべくイングランド王国の沿岸部をあえて荒廃させたほどであったという。しかしこの遠征はクヌーズ4世の弟オーロフの反乱によって延期され,、最終的にクヌーズが暗殺されたことにより敢行されることはなかった。
フランドル伯に即位する以前からロベールはホラントにおける敵対行為を続け、下ロートリンゲン公ゴットフリート4世やユトレヒト司教ウィレム1世とホラント統治を巡り対立していた義理の息子ホラント伯ディルク5世の権利を防衛し続けていた。そんな中、1076年にゴットフリート4世がフラールディンゲンで暗殺され、そののちにウィレムも亡くなった。彼らの死によってロベールとディルクは反撃を開始し、Yselmondで敵対勢力の軍勢の撃破に成功した。それだけでなく、ウィレム1世の後任のユトレヒト司教コンラットの身柄を抑えることにも成功した。この勝利によりホラントにおける対立関係は一変し、ディルク伯と彼の後継者たちはこれまでに喪失していたホラントの多くの領土の再征服活動を推進することができた。

## 教会との関係
ロベール伯とローマ教皇グレゴリウス7世との関係は、グレゴリウス7世とテルアンヌ司教との対立の影響を大きく受けている。ロベールはローマと対立していたテルアンヌ司教ドロゴに対して何も行動をとらなかったために、1077年ごろにラングル司教レイナルド・教皇特使ユーベルによって破門された。グレゴリウス7世はこの時すでにローマ皇帝ハインリヒ4世と対立していたことから、これ以上敵を増やすことをよく思わずロベール1世の破門措置に対しても満足していなかった。それ故に、グレゴリウス7世は特使ユーベルに対してロベール破門に関する調査を行わせ、教会法に基づく破門措置でなければすぐに破門を解除するよう命じた。そしてロベールの破門宣告は1079年9月以降のいずれかの時期に解除されていた可能性もある。ロベールはドロゴの死後も彼の後継者であるフーベルト・ランバートに対する介入を拒み続けたため、グレゴリウス7世は再破門宣告をちらつかせロベールを半ば脅して従わせようと試みたが、結局再破門宣告はなされなかった。
グレゴリウス7世も遺志を引き継いだローマ教皇ウルバヌス2世の治世中、1092年ごろにランスで開催された地方評議会でロベール1世はフリース人司教たちと対立した。ロベール1世が聖職者に対して課した賦課金に対して司教らが反発したからである。そして同評議会にて、サントメール大聖堂主席司祭アーヌルフ・聖ベルタン大修道院長ジャン・ハム大修道院長ヘーラルト・ワッテン首席司祭ベルナードといった面々は、ロベールが万が一この賦課金を廃止しなければ職務禁止命令をもって対抗すると彼を脅迫した。ロベールは聖職者らの訴えを受け入れ、徴収済みの金銀宝物を彼らに返還したという。

## 晩年とエルサレム巡礼
1086年、ロベールは多数の護衛を従えてエルサレムに巡礼を行った。そしてフランドルに帰還途中にビザンツ帝国に立ち寄り、皇帝アレクシオス1世コムネノスのセルジューク朝に対する戦争を支援した。ロベールはとある戦闘で3人の従者と共に自身の軍勢の先陣を切ってケルボガ率いるセルジューク軍に突撃して完膚なきまでに叩きのめしたという。ロベールはその後の1093年10月13日に亡くなった。

## 参照
1. 1 2 3 4 5 6 7 8 9 10 11 12 13 14  Charles Verlinden, Robert Ier le Frisson, Ghent, 1935.
2. 1 2 3 4 5 6 7  Detlev Schwennicke, Europäische Stammtafeln: Stammtafeln zur Geschichte der Europäischen Staaten, Neue folge, Band II (Marburg, Germany: Verlag von J. A. Stargardt, 1984), Tafel 5
3. 1 2 3  Renée Nip, The Political Relations between England and Flanders (1066–1128), Anglo-Norman Studies 21: Proceedings of the Battle Conference 1998, Ed. Christopher Harper-Bill (Woodbridge: The Boydell Press, 1999), p. 147
4. 1 2  Hermann of Tournai, The Restoration of the Monastery of Saint Martin of Tournai, 1996. pp.28.
5. 1 2  Renée Nip, The Political Relations between England and Flanders (1066–1128), Anglo-Norman Studies 21: Proceedings of the Battle Conference 1998, Ed. Christopher Harper-Bill (Woodbridge: The Boydell Press, 1999), p. 154
6. 1 2 3 4 5  Gilbert of Mons, Chronicle of Hainaut, Trans. Laura Napran (Woodbridge: The Boydell Press, 2005), p. 6
7. ↑  Jim Bradbury, The Capetians: The History of a Dynasty (987–1328) (London & New York: Hambledon Continuum, 2007), p. 114
8. ↑  Renée Nip, 'The Political Relations between England and Flanders (1066–1128)', Anglo-Norman Studies 21: Proceedings of the Battle Conference 1998, Ed. Christopher Harper-Bill (Woodbridge: The Boydell Press, 1999), p. 155
9. 1 2 3  David Nicholas, Medieval Flanders (Longman Group UK Limited, 1992), p. 57
10. ↑  Anglo-Saxon Chronicle D, year 1075, M.G.H.SS. v.XIII, p.117
11. ↑  Anglo-Saxon Chronicle D, year 1079, M.G.H.SS. v.XIII, p.117
12. ↑  D. Douglas, William the Conqueror, University of California Press, 1964 p. 347
13. ↑  Passio Kanuti Regis, M.G.H. SS. vol. XXIX, p.5
14. ↑  Vita Kanuti Regis, M.G.H. SS. vol. XXIX, p.6
15. ↑  Annales Egmundani, M.G.H. SS., v.XVI, p.448
16. ↑  Giry, A., Grégoire VII et les éveques de Térouane
17. ↑  Cowdrey, H. E. J., The register of Pope Gregory VII 1073-1085, OUP 2002. 4.11,6.7,9.13,9.33,9.34,9.35
18. ↑  Cowdrey, H.E.J., The Epistolae Vagrantes of Pope Gregory VII, Oxford 2002. 24,45, 46
19. ↑  Runciman, Steven, The First Crusade (Cambridge: Cambridge University Press, 1980), p. 32
20. ↑  The Alexiad of Anna Comnena, Trans. E.R.A. Sewter (London: The Penguin Group, 1969), p. 351.